# Contre la nouvelle philosophie
Contre la nouvelle philosophie est un livre de François Aubral et Xavier Delcourt paru en 1977 aux éditions Gallimard, qui présente une critique de ce qu'on a appelé la « nouvelle philosophie » et les « nouveaux philosophes », André Glucksmann, Bernard-Henri Lévy, etc. 
Les auteurs analysent ce qui fait la « nouvelle philosophie » et la vacuité de cette école de pensée, avec un humour grinçant et de nombreuses citations. 
Gilles Deleuze a soutenu cette entreprise : 
Aubral et Delcourt essaient vraiment d'analyser cette pensée, et ils arrivent à des résultats très comiques. Ils ont fait un beau livre tonique, ils ont été les premiers à protester. Ils ont même affronté les nouveaux philosophes à la télé, dans l'émission « Apostrophes »,.
Kristin Ross juge tout de même que, « avant même d'avoir réalisé ce qui leur arrivait, ils [François Aubral et Xavier Delcourt] se retrouvèrent […] à débattre et à aider bien malgré eux la "nouvelle philosophie" à acquérir une sorte de substance ou de légitimité en tant qu'école de pensée » dans la mesure où Apostrophes contribua au lancement de la « nouvelle philosophie » et de plusieurs intellectuels médiatiques.

## Résumé
La « nouvelle philosophie » est décrite comme un concept de « pub-philosophie », lancé dans la sphère médiatique par un Bernard-Henri Lévy souhaitant vendre des ouvrages parus dans les collections qu'il dirige chez Grasset. Les « nouveaux philosophes » sont respectivement Jean-Marie Benoist, Jean-Paul Dollé, Michel Guérin, Christian Jambet, Guy Lardreau, Françoise Lévy et Philippe Némo. Maurice Clavel est également cité comme figure tutélaire.  les auteurs s'attachent dans leur pamphlet à démontrer la vacuité de la théorie des « nouveaux philosophes ».
Malgré des différences notables d'un « nouveau philosophe » à un autre, on retrouve le plus souvent, comme fil conducteur, une pensée de l'irrationnel, rejetant l'histoire et les sciences, imprégnée à la fois de christianisme et de réflexes staliniens hérités de leur passé maoïste. Bien que les « nouveaux philosophes » s'en défendent, François Aubral et Xavier Delcourt considèrent qu'ils s'inscrivent dans une tendance de la droite vers un archaïsme réactionnaire en prétendant toute rébellion impossible.
Leur sont également reprochés une grande malhonnêteté intellectuelle, un manque de rigueur, une grande naïveté et la faible portée de leur réflexion.